# Theodore Roosevelt
Theodore "Teddy" Roosevelt (New York, 1858. október 27. – Sagamore Hill, New York, 1919. január 6.) amerikai politikus, író, az USA 26. elnöke.
Nagyon gazdag kereskedő család sarjaként a Harvard Egyetemen szerzett diplomát 1880-ban. Az egyetem elvégzése után a Republikánus Párt színeiben kezdett politizálni. 1882-84. között már képviselő lett New York állam törvényhozásában. 1897-98-ban haditengerészeti miniszterhelyettes. Az spanyol–amerikai háborúban 1898-ban Kubában harcolt az általa toborzott lovasezred, a Rough Riders („kemény lovasok”) élén. 1898-99-ben New York kormányzója. 1901-ben az USA alelnöke, majd W. McKinley elnök meggyilkolása után, 1901. szeptember 14-től az Egyesült Államok elnöke.
1902-ben a Square Deal („becsületes játszma”) elnevezésű programjában 44 eljárást indított a nagy trösztök ellen. Elnöksége alatt szabályozta a vasutak és az élelmiszeripar működését, jelentős eredményeket ért el a nemzeti parkok, vadrezervátumok számának növelésében, valamint az öntözés és fásítás területén.
Külpolitikájában újraértelmezte a Monroe-elvet, ennek következményeként az Egyesült Államok katonailag is beavatkozott a latin-amerikai konfliktusokba. Az úgynevezett „furkósbot politikát” alkalmazva kapta meg az USA a Panama-csatorna használati jogát is.
1904-ben történt újraválasztása után közreműködésével jött létre 1906-ban az orosz–japán háborút lezáró portsmouthi béke, amiért Nobel-békedíjat kapott.
1910 áprilisában tett utazása során néhány napot Magyarországon is eltöltött (az első Magyarországra látogató volt amerikai elnökként).
Az 1912. évi elnökválasztáson már a Progresszív Republikánus Szövetség jelöltjeként indult az „Új nacionalizmus” programját meghirdetve, de vereséget szenvedett a demokrata Woodrow Wilsontól.

## Ifjúkora
Roosevelt apját szintén Theodore Rooseveltnek (1831. szeptember 22. – 1878. február 9.), anyját Martha „Mittie” Bullochnak (1835. július 8. – 1884. február 14.) hívták. A család New York kiváltságosai közé tartozó régi gazdag családnak számított. Az idősebb Theodore Roosevelt sikeres, külkereskedelemmel foglalkozó üzletember volt, akit a fia is elkísért több európai és egyiptomi üzleti útján. Az ifjú Theodore az apját példaképének tekintette, bár arról soha nem tett említést, hogy apja az amerikai polgárháború idején a sorozás elkerülése végett mást bérelt fel maga helyett. A későbbi elnök felsőfokú tanulmányait 1876-ban kezdte meg a Harvardon, ahol a legexkluzívabb klubnak, a „Porcellian”-nak a tagja volt. Egyetemi évei alatt ismerkedett meg első feleségével, Alice Hathaway Lee-vel (1861-1884), akihez a szomszédos Brookline-ba járt át udvarolni. Szakdolgozatát az 1812-ben kirobbant brit–amerikai háborúról írta, melyben állást foglalt az amerikai haditengerészeti flotta fejlesztése és jelentőségének növelése mellett. Az egyetem befejezése (1880) után nem sokkal kezdett el politikával foglalkozni. Programjának vezérfonala a korrupció kiirtásának magasztos célja volt. Az első választáson New York állam fővárosában Albanyban próbált szerencsét és 1882-ben lett ott képviselő.

## Karrier az elnökségig
Roosevelt gyors felemelkedése 1884-ben megtorpant. Ebben az évben következett be első feleségének és édesanyjának halála, ami után nagy utazásokat tett Amerika, nagyrészt még lakatlan nyugati területein. Ekkor fogalmazódott meg benne a természetvédelem fontossága. Két évig tartó visszavonultsága Észak-Dakotában lévő birtokán adott lehetőséget a számára „A nyugat megszelídítése” című könyvének megírására. Könyvében Amerika úttörőit magasztalja és dicsőíti az angolul beszélő népek elterjedését a világ nagy részén. Tagadja, hogy faji, vallási vagy etnikai előítélettel rendelkezne, de úgy tartja, hogy az indiánok életmódja alig különbözik a vadállatokétól, s a fehér embernek joga van mindenütt a vezetést kivenni a vörös, fekete és sárga őslakosok kezéből.
1884-ben Republikánus Párt elnökjelöltségéért folyó versenyben Roosevelt a kezdeti ellenkezését legyőzve, a párt közismerten korrupt elnökét, James Blaine-t támogatta, aki ugyan ezt a párharcot elvesztette, de az 1888-ban megválasztott Benjamin Harrison elnök kabinetfőnöke lett. az 1884. évi támogatásért cserébe Roosevelt elérte, hogy Blaine közvetítésével és jóbarátja, Henry Cabot Lodge képviselő közbenjárására kinevezzék a Közszolgálati Bizottság élére. Vezetésével, az addig jelentéktelen szerepet játszó bizottság, a baltimore-i postán elkövetett hivatali visszaélések kapcsán nekitámadt az elnök egyik támogatójának, a főpostamester John Wanamakernek. Az ügy fontos muníciót szolgáltatott az 1892-es elnökválasztási kampányban a demokratáknak, s Cleveland elnökké választásához vezetett, aki megtartotta Rooseveltet a bizottság élén, de ő azonban többre vágyott. Ezért 1895-ben rögtön elfogadta William Strong, New York újonnan megválasztott reformpárti republikánus polgármesterének az ajánlatát, hogy New York-i rendőrségi megbízott legyen.
Roosevelt ebben a tisztségében keményen fellépett az úgynevezett kék törvények betartása érdekében, melyek szerint a bároknak és a szalonoknak vasárnap zárva kellett tartaniuk. Intézkedéseivel azonban sok ellenséget is szerzett magának, többek között az őt kinevező polgármestertől is kapott burkolt fenyegetést. Tarthatatlanná váló politikai helyzetéből az 1896-os elnökválasztási kampányban játszott szerepe segítette ki. Roosevelt ugyanis a későbbi győztes McKinley-t támogatta, aki Lodge kérésére meghívta a kabinetjébe és haditengerészeti miniszterhelyettesé nevezte ki.

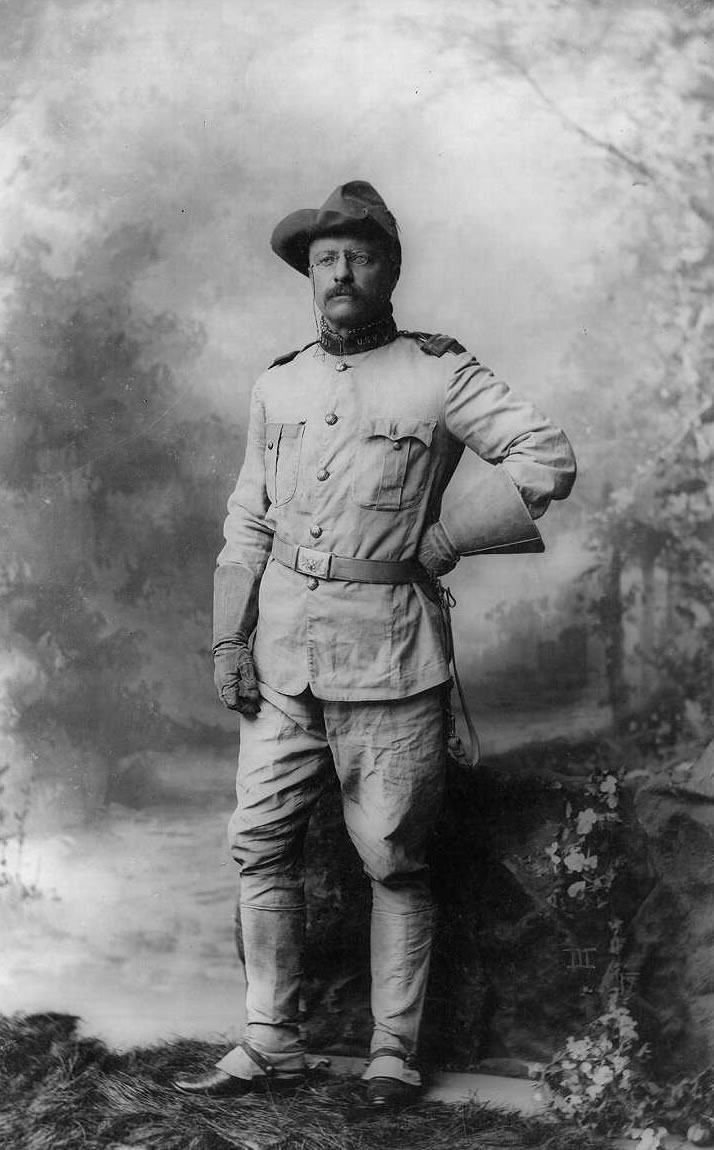
Roosevelt, a katona 1898-ban

A harcias nacionalista retorikát hangoztató Roosevelt hamarosan tettekkel is bizonyíthatta bátorságát. 1898-ban a spanyolok brutális kegyetlenséggel vertek le egy lázadást a fennhatóságuk alatt lévő Kubában. A havannai események miatt McKinley elnök Kubába küldte a Maine hadihajót, melyet egy tengeri akna elsüllyesztett. Roosevelt a spanyolok elleni hadüzenet egyik leghangosabb szószólója volt. Sőt, miniszterhelyettesi posztjáról lemondva, önkéntes lovas-hadsereget szervezett, melyben vakmerő cowboyok mellett a keleti parti felső társadalmi rétegéhez tartozó sportlovasok is részt vettek. A „Rough Riders”, melynek élén Leonard Wood ezredes, és Theodore Roosevelt hadnagy állt, lovasrohamot intézett a Santiago melletti San Juan-hegy közelében, s ezzel háborús hőssé avatta a későbbi elnököt, aki a harcokban egy ellenséges spanyol katonát személyesen is megölt. A spanyol-amerikai háborúnak köszönhetően Roosevelt 1899-ben New York állam kormányzója, majd McKinley újraválasztása után annak alelnöke lett.
Kormányzóként az üzemi munkafeltételek reformjáért szállt síkra és javította a betegellátást, valamint a közlekedési rendszert.

## Elnöksége

### Belpolitikája
Theodore Roosevelt 1901-ben McKinley elnökké választásával lett az USA alelnöke, majd azután, hogy 1901. szeptember 6-án Buffaloban egy anarchista, bizonyos Leon Czolgosz McKinley-t lelőtte, s aki 1901. szeptember 14-én a merénylet következtében meghalt, az addigi alelnök lépett a helyére. Theodore Roosevelt ezzel 42 évesen az Egyesült Államok legfiatalabb elnökeként vonult be a Fehér Házba.
Roosevelt magatartásának elnökként is megkülönböztető jegye volt az önreklámozás. A sajtó szerepének fontosságát felismerve elnöksége első napjaiban lényegében alkut kötött a három legnagyobb távirati iroda elnökével, melyben elérte, hogy csak olyan hírek kerüljenek nyilvánosságra, melyekről ő akarja a nyilvánosság értesítését.
Theodore Roosevelt volt az első elnök, aki vacsorázni hívott a Fehér Házba egy afroamerikait, Booker T. Washingtont, azt üzenve a választóknak, hogy ugyanazt a mércét alkalmazza a feketékkel, mint a fehérekkel szemben, csakúgy mint a munkavállalókkal és a kapitalistákkal, valamint a pogányokkal, a zsidókkal, a katolikusokkal és protestánsokkal szemben.
A társadalmi problémákat morális oldalról igyekezett megközelíteni. Ennek szellemében az első intézkedéseinek egyikeként ügyészségi vizsgálatot indított a Sherman-féle trösztellenes törvény alapján a J. P. Morgan Norhern Securities Company ellen, mely társaság tömörítette az északkeleti térség három legnagyobb vasúttársaságát, a Northern Pacific-et, a Great Northern-t és a Burlington-t. Az eljárás célja a valaha született legnagyobb amerikai részvénytársaság feldarabolása volt, mellyel nem mellesleg Roosevelt bebizonyította, hogy az Egyesült Államok elnöke nagyobb hatalommal bír, mint a világ vezető bankára. A Square Deal-nek keresztelt program keretében összesen 44 eljárást bonyolítottak le a trösztök ellen, s ezzel azt üzente a nyilvánosságnak, hogy még az ország leghatalmasabb emberei is elszámoltathatók a törvény előtt. Rooseveltet a sajtó a nagyvállalatokkal szemben álló kisember pártfogójaként állította be, de azt már persze nem verték nagydobra, hogy a kormány csupán egy eljárásban aratott jelentős győzelmet.
A dolgozó emberek barátjaként szerzett hírneve tovább erősödött akkor, amikor 1902. májusában kormánya, elsőként az amerikai történelemben, sikeresen közvetített az Amerikai Egyesült Bányász Szakszervezet és Philadelphia Coal and Iron Company között abban a sztrájkban, amelyet körülbelül 140-150 ezer bányász folytatott a magasabb bérekért és a munkakörülmények javításáért. A sztrájk következtében ugyanis a szén ára a tonnánkénti 5 dollárról 30 dollárra emelkedett, s ez már politikai kérdés volt, amit Roosevelt nagyon jól érzékelt, hisz a közelgő kongresszusi választások előtt a republikánusok számára is fontossá vált a sztrájk befejezése, ami 1901. október 23-án meg is történt.
Theodore Roosevelt komoly eredményeket mondhat magáénak a környezetvédelem területén. Hivatali ideje alatt megduplázódott a nemzeti parkok száma, s 51 vadrezervátum és 16 nemzeti emlékhely jött létre. Ez irányú tevékenységének nem mondott ellent az a véleménye, hogy kizárólag a fehér telepesek hozták el a civilizációt az érintetlen erdőségekbe és helyes volt, hogy ezek a keményen dolgozó nők és férfiak az amerikai nyugat óriási területeit nem hagyták az őslakos indiánok kezében.
Belpolitikájának jellemző vonása volt a politikai korrupció elleni harc, amit már New Yorkban rendőrségi megbízottként megkezdett, s már akkor nyíltan kritizálta a jó fél évszázaddal korábban Jackson elnök által bevezetett úgynevezett „zsákmányszerzést”, a jövedelmező közhivatalok osztogatását a politikai támogatásért cserében. E küzdelem keretében közszolgálati reformot hajtott végre, ami a hivatalnokok függetlenségének megteremtését célozta.
Intézkedései komoly változást jelentettek a gazdasági életben is, mivel szabályozta a vasutak (1903,1906,- vasút szabályozási törvény) és az élelmiszeripar (1906. a húsfajták ellenőrzésére vonatkozó törvény, az élelmiszer- és gyógyszertisztasági törvény) működését, s eredményeket tudott felmutatni az öntözés és az erdőgazdálkodás területén is.
A trösztök és a korrupció elleni fellépése miatt a Republikánus Párton belül sokan szembefordultak Roosevelttel, így valójában önmaga reklámozásának köszönhetően állította maga mellé az amerikai közvéleményt és nyerte el az általa is tisztelt egyetlen hatalom, a nép bizalmát 1904-ben történt újraválasztásakor.

### Külpolitikája

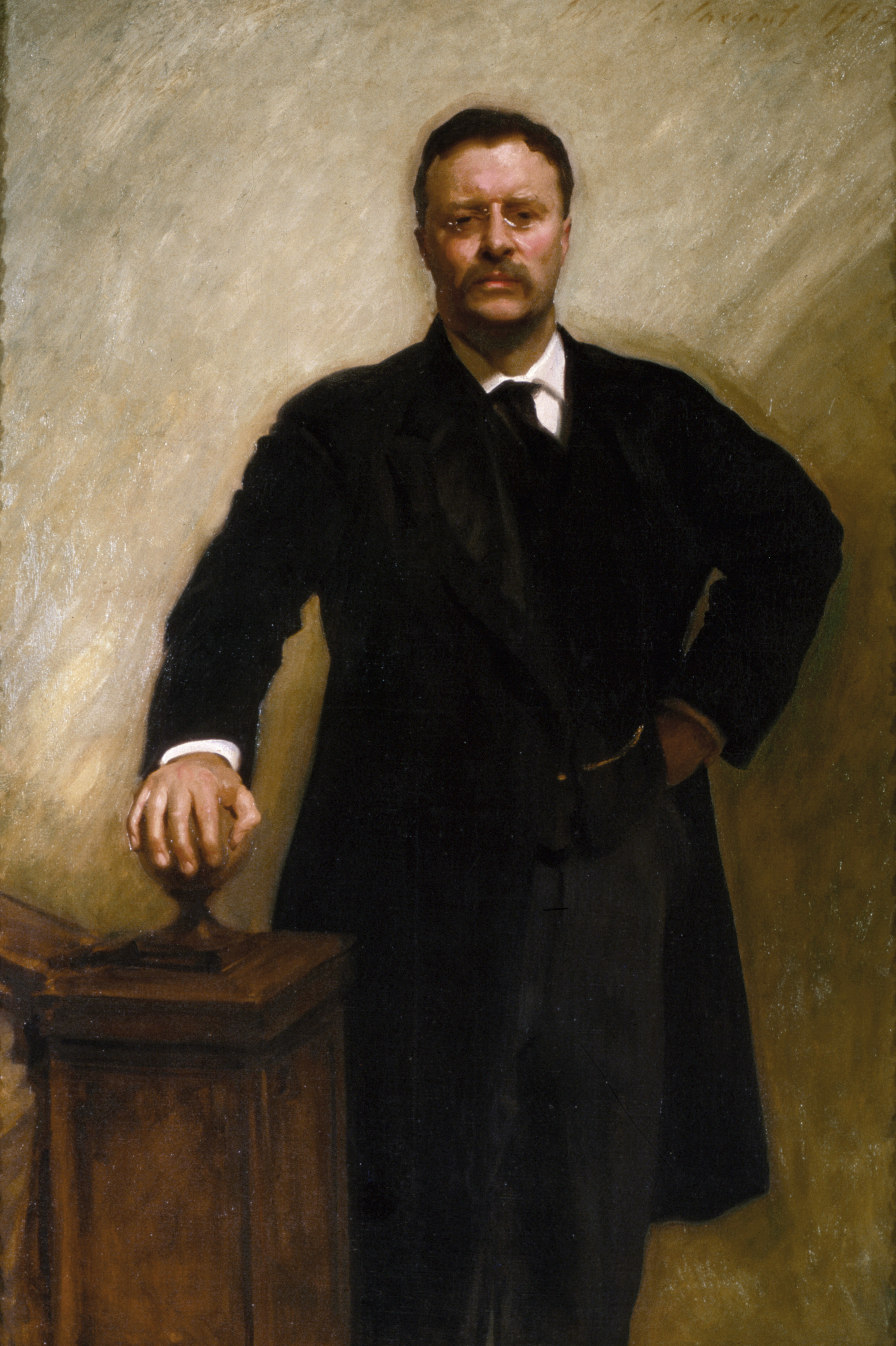
A hivatalos elnöki portré – Sargent, John Singer festménye, 1903

Theodore Roosevelt tevékenysége a fentiek ellenére mégis inkább a külpolitikában tett lépései miatt maradandó. A külpolitika területe jobban megfelelt Roosevelt habitusának is, hisz Rooseveltet sokan olyan embernek jellemezték, akit egyáltalán nem érdekel a törvény és aki soha nem tudja megbocsátani, ha valaki az útjába áll. Külpolitikai törekvései nem függtek a kongresszus jóváhagyásától, így harcos nacionalizmusa jó eszköz volt az ország nagyhatalmi státusának megteremtéséhez és demonstrálásához.
Már első kongresszusi beszédében azt hangoztatta, hogy a civilizált népeknek katonai eszközökkel is joguk van beavatkozni a barbár és félbarbár népek ügyeibe. Az úgynevezett „furkósbot politika” már 1902-ben a Venezuela elleni német blokád felszámolását eredményezte. Az újraválasztását követően 1904-ben megfogalmazott „Roosevelt Corollary” , pedig már fordított Monroe-doktrínaként vált ismertté. Roosevelt a külpolitikát saját kizárólagos területének tekintette.
Ennek megfelelően például személyesen ő döntött még a Panama-csatorna végső útvonaláról is, azok után, hogy az USA felbujtó szerepet játszott a panamai forradalom kirobbantásában. A kolumbiai kongresszus ugyanis elutasította a megépítendő óceánközi csatorna bérbeadási szerződését, amire válaszul Roosevelt az amerikai flottával támogatta a Kolumbiához tartozó Panamában kirobbant felkelést, majd elismerte a független Panama államot 1903-ban. A Panama-csatorna használati jogának megszerzését tartotta később Roosevelt elnöksége legfontosabb lépésének.
A Panama-csatorna-ügy mellett Roosevelt saját eredményének tulajdonította a Northern Securities ellenes sikeres fellépést, a bányászsztrájk megoldását, Kuba függetlenségének kivívását, a Fülöp-szigetek sikeres kormányzatának megteremtését, a hadiflotta és a hadsereg fejlesztését, a közszolgálati reformot. Az elnök különleges szerepének hangsúlyozását minisztereinek is kötelezővé tette nyilvános beszédeikben.
Azután, hogy Roosevelt nagy fölénnyel megnyerte az 1904. évi elnökválasztást, bejelentette visszavonulását a mandátuma lejártával. Ezzel lényegében tevékenységét a külpolitika területére korlátozta, hisz a kongresszusi képviselők, akik a saját politikai karrierjükre voltak tekintettel, nem remélhettek előnyöket a Roosevelttel történő alkuktól, s Roosevelt szintén nem szándékozott velük egyezkedni.
Az Egyesült Államok világpolitikai dominanciájának hangsúlyozását jelentette Roosevelt azon döntése is, hogy 1905-ben az USA átvette a dominikai vámhivatalok működtetését. A világpolitikai események közül figyelmét ekkor legjobban a japán-orosz konfliktus kötötte le. Roosevelt a japánok győzelmére és ennek következtében megerősödésükre számítva az amerikai flotta folyamatos fejlesztését és harckészültségének magas szinten tartását szorgalmazta. Az volt a véleménye, hogy a háború további folytatása ugyan Japán teljes győzelméhez és az oroszok Kelet-Ázsiából való kiűzéséhez vezetne, de Japán ebben az esetben nem kapna jóvátételt, és maga is olyan anyagi és emberi veszteséget szenvedne, amit nem tudna kiheverni. Ezért a béke a harcoló feleknek is érdeke, vélte Roosevelt. Közbenjárására végül a két ellenség a New Hampshire-i Portsmouthban folytatott tárgyalások eredményeként kötött szerződéssel vetett véget a harcoknak. Az amerikai elnök a béke elérése érdekében folyamatosan vett részt személyesen a felek közötti közvetítésben és hathatósan vette igénybe a két fél szövetségeseinél, Angliánál, Franciaországnál és Németországnál diplomáciai befolyását is. Az elfogadott feltételek szerint Oroszországnak nem kellett jóvátételt fizetni, csupán a Japántól visszakapott Szahalin északi részéért állapított meg egy vegyes bizottság bizonyos nagyságú fizetendő összeget. A közvetítésért három uralkodó, a japán és német császár, valamint az orosz cár is levélben mondott köszönetet az amerikai elnöknek. Roosevelt diplomáciai sikere nemsokára Algecirasban megismétlődött, ahol a Marokkó miatt veszekedő németeket és franciákat sikerült megbékítenie egymással. Teljesítményéért első amerikaiként 1906-ban megkapta a Nobel-békedíjat.

### Elnöki tevékenységének értékelése
Stephen Graubard „Az elnökök” című könyvében Theodore Roosevelt elnökségéről a következő jellemzést írja: „Roosevelt képmutató volt, de nem csaló. Ez a tehetséges, intelligens, olvasott és tiszta beszédű férfiú olyan presztízst és befolyást adott az elnöki hivatalnak, mely korábban sosem jellemezte.” (Graubard, 2007, old.: 121.)
„Roosevelt, e nemzetközi híresség, sokakban tudatosította Európában és Ázsiában, hogy az Egyesült Államok világhatalommá vált. Mivel ő úgy vélte, hogy hatalma teljes mértékben az emberek … akaratán alapul, … nem fogadta el azt a nézetet, hogy egyáltalán létezhet a többség zsarnoksága, és hogy ez jelenti a legnagyobb veszélyt az amerikai demokráciára.” (Graubard, 2007, old.: 121.)
„Mivel megvetette a pénzt, minden tőle telhetőt megtett azért, hogy ellenőrzése alatt tartsa a hatalmas vagyonokat felhalmozókat, ám e téren csak korlátozott sikert ért el.” (Graubard, 2007, old.: 121.)
„Roosevelt szerint az elnök sosem uralkodik úgy, ahogy azt egy örökletes király teszi, hanem »választott királyként« kormányoz aktívan négy vagy nyolc éven keresztül.” (Graubard, 2007, old.: 121.)

## Az elnökség után
Theodore Roosevelt korábbi döntésének megfelelően, nem jelöltette újra magát az 1908. évi elnökválasztáson. Néhány évre visszavonult a privát szférába. Ugyanebben az évben a fiával, Kermittel részt vett egy afrikai nagyvad-vadászaton, amelyről könyvet is írt. 1910-ben fia kíséretében Európába utazott. Áprilisban Magyarországon is töltött néhány napot. Májusban találkozott Berlin mellett Döberitzben II. Vilmos német császárral, akivel egy kisebb hadgyakorlatot tekintett meg. 1910. május 12-én vette át díszdoktori oklevelét a Berlini Egyetem Filozófiai Fakultásán.
Európából visszatérve mégis újra a politikai küzdőtérre lépett, mivel elégedetlen volt utódja, Taft elnök politikájával. A Republikánus Párt azonban már nem támogatta a jelöltségét, ezért az 1912. évi kampányban a Progresszív Republikánus Szövetség elnökjelöltje lett, s meghirdette az „Új nacionalizmus” programját, melyben jövedelemadót, a farmerek segélyezését és a munkakörülmények javítását ígérte a választóknak. A választási hadjárat során 1912. október 14-én merényletet követtek el ellene. Bár a lövés közvetlen közelről érte, de szerencsére csak izomsérülést okozott, s Roosevelt sebesülten is megtartotta több, mint egyórás beszédét, mielőtt kórházba vitték. A választáson való elindulásával Roosevelt megosztotta a republikánus szavazókat, ezzel hozzájárult a demokrata jelölt, Woodrow Wilson győzelméhez.
Theodore Roosevelten kívül még a rokona, Franklin D. Roosevelt, Grover Cleveland és Richard Nixon indult három alkalommal az elnökségért. Az amerikai elnök hivatali idejét két ciklusra az alkotmány 22. kiegészítése korlátozta 1947-ben.
Roosevelt rögtön az első világháború kitörése után támogatta az USA részvételét a háborúban. 1918-ban a Szovjetunió elleni intervencióra szavazott.
A Roosevelt által alapított Progresszív Párt ugyan a szavazatok jelentős részét szerezte meg a választásokon, de jelöltjei csak kevés helyen tudtak hivatali helyekhez jutni, s a párt tartósan nem tudott gyökeret verni az amerikai politikában. Ezért később Roosevelt is visszatért a Republikánus Pártba.
1913-14-ben az exelnök Roosevelt a fiával együtt újabb expedícióban vett részt. Ezúttal az Amazonas-medencében, ahol a tiszteletére egy folyót átneveztek Rio Rooseveltnek. Az őserdei túra során azonban Roosevelt olyan súlyos egészségügyi problémákat szedett össze, melyek élete végéig elkísérték.

## Családja

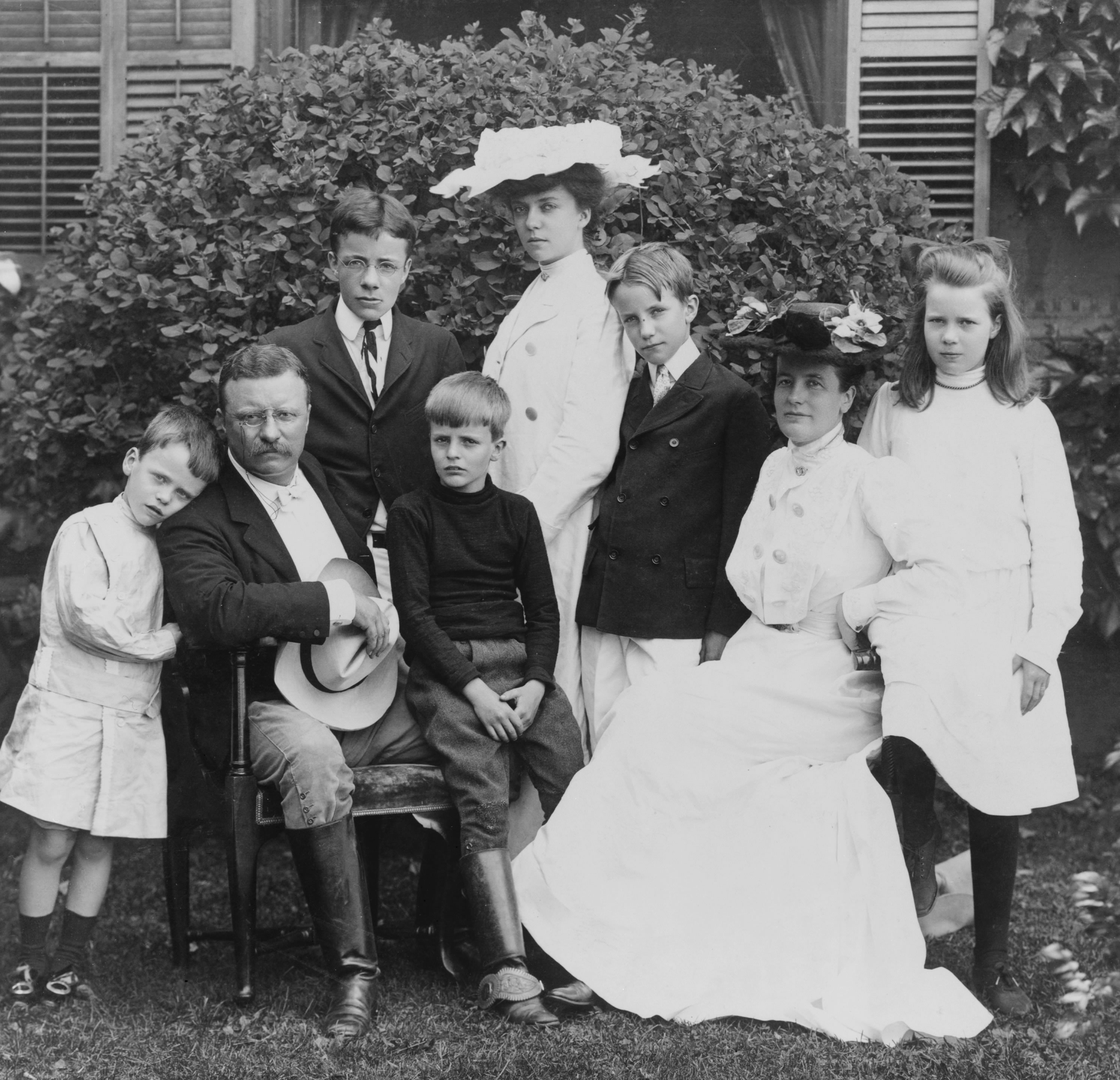
A Roosevelt család 1903-ban

Theodore Roosevelt első felesége, akivel 1880-ban házasodtak össze, Alice Hathaway Lee (1861–1884) volt. Egy gyermekük született, Alice (1884–1980), akinek Nicholas Longworth (1869–1931) volt a férje.
Második feleségével, Edith Kermit Carow-val 1886-ban keltek egybe. Öt gyermeknek adtak életet:
- 1. Theodore (1887–1944), aki 1910-ben vette feleségül Eleanor Butler Alexander-t (1889–1960);
- 2. Kermit (1889–1943), feleségével, Belle Wyatt Willard-dal (1892–1968) 1914-ben kötött házasságot;
- 3. Ethel (1891–1977), aki 1913-ban ment férjhez Richard Derby-hez (1881–1963);
- 4. Archibald (1894–1979), aki 1917-ben nősült, felesége Grace Stackpole Lockwood (1894–1971) volt;
- 5. Quentin (1897–1918), katonaként elesett az I. világháborúban.

## A szabadkőműves

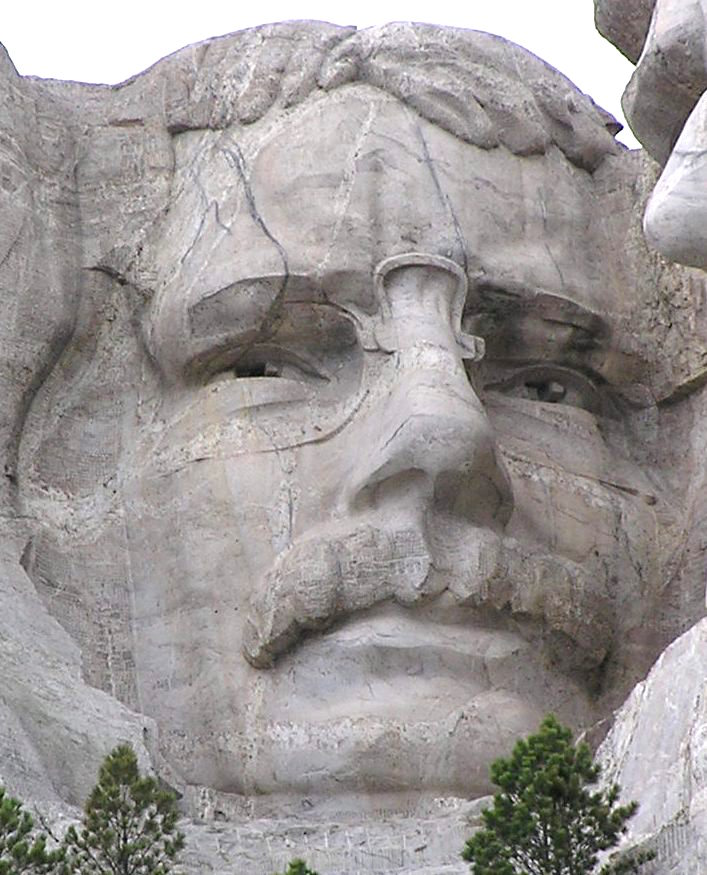
Roosevelt szobra a Rushmore-hegyen

Roosevelt szabadkőműves volt és világszerte több szabadkőműves páholyt meglátogatott többek között Afrikában, Európában és Dél-Amerikában. 1901. január 2-án vették fel inasnak a Long Island „Matinecock Lodge No. 806.” elnevezésű páholyába, s március 27-én már legénnyé léptették elő, majd április 24-én mesterré avatták. Élete során a Masonic Veterans Association of the Pacific Coast (1901), az Illinois Masonic Veterans Association (1903), a washningtoni Pentalpha No. 23.(1904) és a római Rienzi páholyok tiszteletbeli tagja lett.
1902. május 26-án a Fehér Ház ovális irodájában Roosevelt vezette a Knights Templar nevű keresztény szabadkőműves szervezet éves szemléjét. 1903. február 21-én beszédet tartott az Army War Colleges szabadkőműves alapkőletételén. 1903. április 24-én a Montanai Nagypáholy védnöksége alatt ő helyezte el a Yellowstone Nemzeti Park északi kapujának alapkövét. 1906. április 14-én szintén ő tette le Washingtonban az Amerikai Reprezentánsok Háza irodaépületének szabadkőműves alapkövét.
Theodore Roosevelt tette le 1903. május 22-én Tacomában (Washington állam), ugyanezen év május 26-án Spokane-ben, 1907. június 8-án Washingtonban a 13. utcában és a New York Avenue-n épült szabadkőműves templomok alapkövét.
Elnökként jelenlétével megtisztelte 1906. április 19-én a pennsylvaniai nagypáholy, Benjamin Franklin születésének 200. évfordulója alkalmából tartott rendezvényét. 1907. augusztus 20-án szabadkőműves öltözékben vett részt a Pilgrim Memorials alapkőletételén Provincetown-ban (Massachusetts). 1917. május 11-én a New York-i nagypáholyban tette utolsó látogatását a szabadkőműveseknél.

## Vallási hovatartozása
Theodore Roosevelt családjával együtt a Holland Református Egyházhoz tartozott. 16 éves koráig a Madison Square Presbiteriánus templomba járt. Később, amikor Oyster Bay-ben lakott, a feleségével egy episzkopális templomot, Washingtonban pedig egy görög református templomot látogatott.
Elnökként az állam és a vallás szétválasztása mellett állt és nem támogatta azt az elképzelést, mely szerint a bankjegyeken is fel kellett volna tüntetni az „In God we trust. (Istenben bízunk.) feliratot, mivel frivolnak tartotta, hogy Isten nevét olyan profán dologra nyomtassák, mint a pénz.

## Művei magyarul
Roosevelt észak-amerikai útleírásai népszerűek voltak a maguk korában, és néhány ilyen írását magyar nyelvre is lefordították egy nagyobb útleírásgyűjteményben:
- Kalandok és útirajzok az ifjúság számára, Phönix Irodalmi Részvénytársaság, Budapest, 1907 (Az Otthon Könyvtára)

## Érdekesség
Kedvenc regényének Mikszáth Kálmán: Szent Péter esernyője című művét tartják.

### A Teddy mackó
Theodore Roosevelt nemcsak politikai tevékenységéről híres. Jelen van a gyermekek szobáiban is, mert a plüss mackó róla kapta a Teddy Bear nevet. Ugyanis Roosevelt egy vadászaton vett részt a Mississippinél, ahol szeretett volna medvét lőni. De egész nap nem sikerült egyet sem találni. Végül Roosevelt kísérői közül az egyik vadász egy medvebocsot kikötött egy fához és felajánlotta Rooseveltnek a lehetőséget a bocs lelövésére, amit az exelnök visszautasított. (A kis medvét végül az egyik vadász késsel megölte.)
A történet azonban megmozgatta a Washington Post karikaturistájának, Clifford Berrymannek a fantáziáját, aki a kismackót egy karikatúrában kereknek és bájosnak rajzolta meg, ami 1902. november 16-án az újság címoldalán jelent meg. Az olvasók a szívükbe zárták a kismackót, ezért Berryman egyre kerekebbnek, bájosabbnak rajzolta és az elnökről szóló híradások mellett mindig közölte. Az olvasóközönség így aztán hamarosan összekapcsolta a Theodore becenevét a Teddyt és kismackót, s született meg a Teddy Bear elnevezés.
Egészen véletlenül ugyanezen év telén kezdte meg egy füles mackó gyártását a német Steiff cég. A mackó végtagjai és feje mozgatható volt, s a New York-i F.A.O. Schwarz cég 3000 darabot rendelt belőle. Így kezdődött a Teddy Bear (németül Teddybär) nemzetközi karrierje.

## Elődök és utódok
| Elődje: William McKinley | Az Amerikai Egyesült Államok elnöke 1901. szeptember 14. – 1909. március 3. | Utódja: William Howard Taft |

| Elődje: Garret Hobart | Az Amerikai Egyesült Államok alelnöke 1901. március 4. – 1901. szeptember 14. | Utódja: Charles W. Fairbanks |

| Elődje: Frank S. Black | New York állam kormányzója 1899. január 1. – 1901. január 1. | Utódja: Benjamin Barker Odell |